# Whoosh!
Whoosh! — 21-й студийный альбом британской рок-группы Deep Purple, который вышел 7 августа 2020 года.

## История создания
3 декабря 2019 года Иэн Гиллан в Facebook объявил о завершении работы над новым альбомом. В феврале 2020 года стало известно название пластинки — «Whoosh!», выход которой был намечен на 12 июня. Однако из-за ограничений, связанных с эпидемией коронавируса, дату релиза перенесли на 7 августа 2020 года.
Дебютный сингл пластинки «Throw My Bones» был представлен широкой публике 20 марта 2020 года. Второй сингл «Man Alive» вышел 1 мая. На обе песни были сняты видеоклипы. Третий сингл «Nothing At All» появился 10 июля 2020 года.
3 августа на Youtube-канале лейбла «earMUSIC» вышло официальное предпрослушивание альбома.
Успех альбома вдохновил группу на запись нового альбома «Turning to Crime» в следующем году.

## Концертный тур в поддержку альбома
Большое европейское турне в поддержку альбома должно было начаться 31 мая в Москве и закончиться 28 октября в Амстердаме. Все концерты, запланированные на 2020 год, отложили на более позднее время. Гастрольный тур, посвящённый презентации альбома, должен был стартовать 30 мая 2021 года концертом в Стамбуле, но он был отменён.

## Список композиций
| №   | Название                         | Длительность |
| --- | -------------------------------- | ------------ |
| 1.  | «Throw My Bones»                 | 3:39         |
| 2.  | «Drop the Weapon»                | 4:23         |
| 3.  | «We're All the Same in the Dark» | 3:44         |
| 4.  | «Nothing at All»                 | 4:43         |
| 5.  | «No Need to Shout»               | 3:31         |
| 6.  | «Step by Step»                   | 3:34         |
| 7.  | «What the What»                  | 3:32         |
| 8.  | «The Long Way Round»             | 5:40         |
| 9.  | «The Power of the Moon»          | 4:09         |
| 10. | «Remission Possible»             | 1:38         |
| 11. | «Man Alive»                      | 5:35         |
| 12. | «And the Address»                | 3:35         |
| 13. | «Dancing in My Sleep (бонус)»    | 3:52         |

## Участники записи

### Deep Purple
- Иэн Гиллан — вокал
- Стив Морс — гитара
- Роджер Гловер — бас-гитара
- Иэн Пейс — ударные
- Дон Эйри — клавишные

### Дополнительные музыканты
- Аяна Джордж — бэк-вокал на «No Need to Shout»
- Тиффани Палмер — бэк-вокал на «No Need to Shout»

### Производство
- Боб Эзрин — продюсер, сведение, перкуссия, бэк-вокал
- Джастин Кортелью — сведение, трекинг
- Джейсон Эллиотт — сведение
- Джастин Фрэнсис — сведение
- Саам Хашеми — программирование на «Dancing in My Sleep»
- Джулиан Шэнк — звукоинженер, сведение
- Брайс Робертсон — помощник по трекингу
- Алекс Кроц — звукоинженер
- Хайме Сикора — звукоинженер
- Зак Пепе — помощник звукоинженера
- Эрик Буланже — мастеринг
- Джон Меткалф — оркестровые аранжировки на «Man Alive»
- Алан Амстед — дирижёр на «Man Alive»
- Ник Специя — запись оркестра на «Man Alive»
- Бен Вольф — групповая фотография
- Елена Сахарова — пейзажная фотография
- Jekyll & Hyde — обложка, дизайн

## Чарты
| Чарт (2020)                          | Наивысшая позиция |
| ------------------------------------ | ----------------- |
| Австралия (ARIA)                     | 13                |
| Австрия (Ö3 Austria)                 | 1                 |
| Бельгия/Валлония (Ultratop)          | 1                 |
| Бельгия/Фландрия (Ultratop)          | 7                 |
| Великобритания (UK Albums Chart)     | 4                 |
| Венгрия (MAHASZ)                     | 3                 |
| Германия (Offizielle Top 100)        | 1                 |
| Дания (Hitlisten)                    | 8                 |
| Испания (PROMUSICAE)                 | 16                |
| Италия (Classifica album)            | 6                 |
| Нидерланды (Album Top 100)           | 7                 |
| Норвегия (VG-lista)                  | 3                 |
| Польша (ZPAV)                        | 2                 |
| Португалия (AFP)                     | 26                |
| США (Billboard 200)                  | 161               |
| США (Billboard Top Album Sales)      | 11                |
| США (Billboard Top Hard Rock Albums) | 4                 |
| США (Billboard Top Rock Albums)      | 20                |
| Финляндия (Suomen virallinen lista)  | 1                 |
| Франция (SNEP)                       | 8                 |
| Чехия (ČNS IFPI)                     | 2                 |
| Швейцария (Schweizer Hitparade)      | 1                 |
| Швеция (Sverigetopplistan)           | 3                 |
| Шотландия (Scottish Albums Chart)    | 1                 |